# Parapsammophila foleyi
Parapsammophila foleyi är en biart som först beskrevs av De Beaumont 1956.  Parapsammophila foleyi ingår i släktet Parapsammophila och familjen grävsteklar. Inga underarter finns listade i Catalogue of Life.